# 贝德福德广场

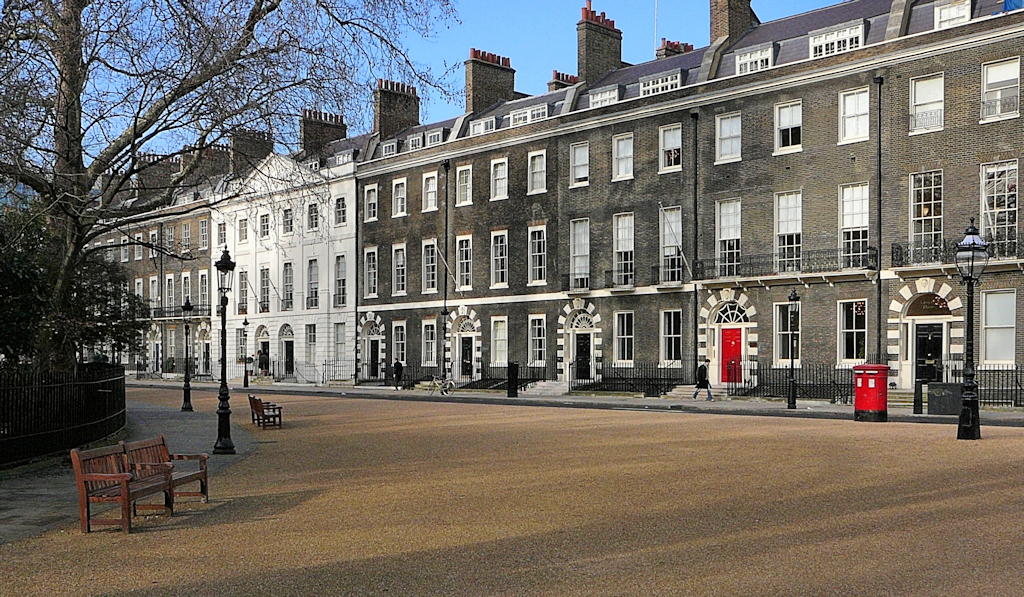
贝德福德广场北侧

贝德福德广场（英語：Bedford Square）是英国伦敦卡姆登区布卢姆茨伯里的一个花园广场。
贝德福德广场建于1775-1783年，为中上阶级居住区。许多名人居住于此。广场得名于土地业主罗素家族的爵位贝德福德公爵。
贝德福德广场是伦敦保存最好的一片乔治亚式建筑，但是现在大多数房子都被改造成办公室。1-10号、11号、12–27号、28–38号以及40–54号都被列为一级登录建筑。中心花园仍然是私有的。英国第一个女性高等教育机构贝德福德学院也曾经位于贝德福德广场，并因此得名。

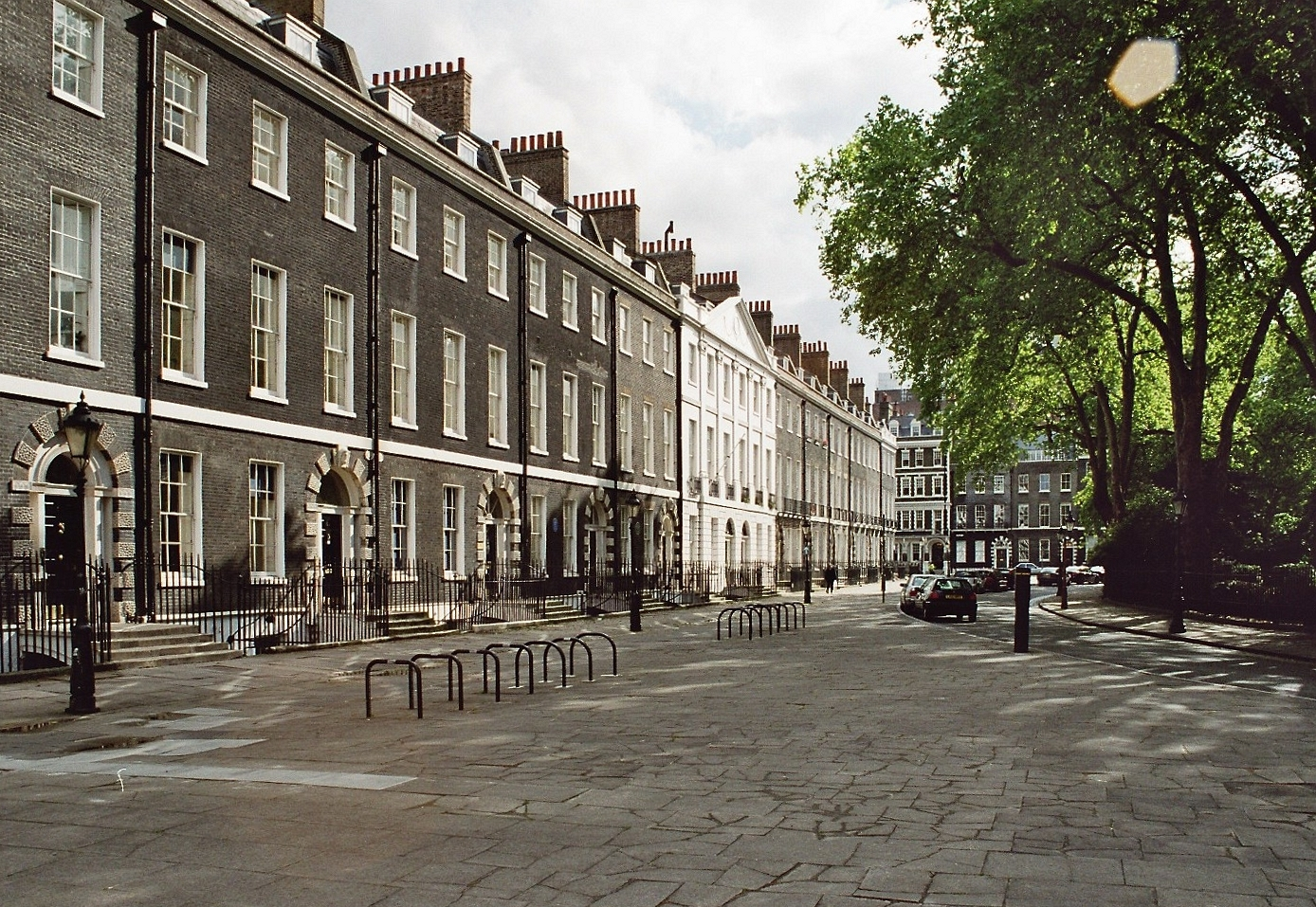
贝德福德广场

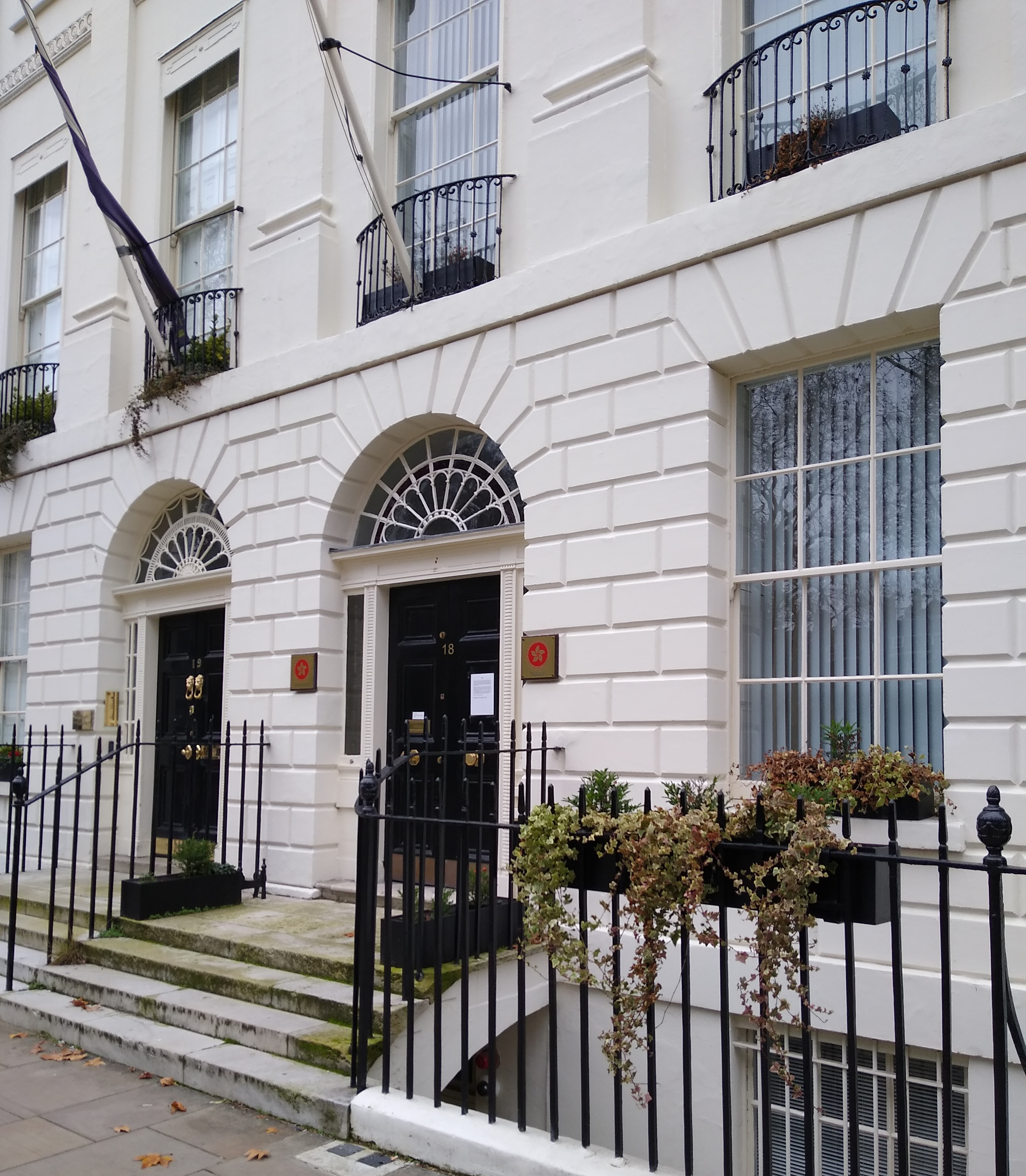
香港駐倫敦經濟貿易辦事處在貝德福德廣場18號

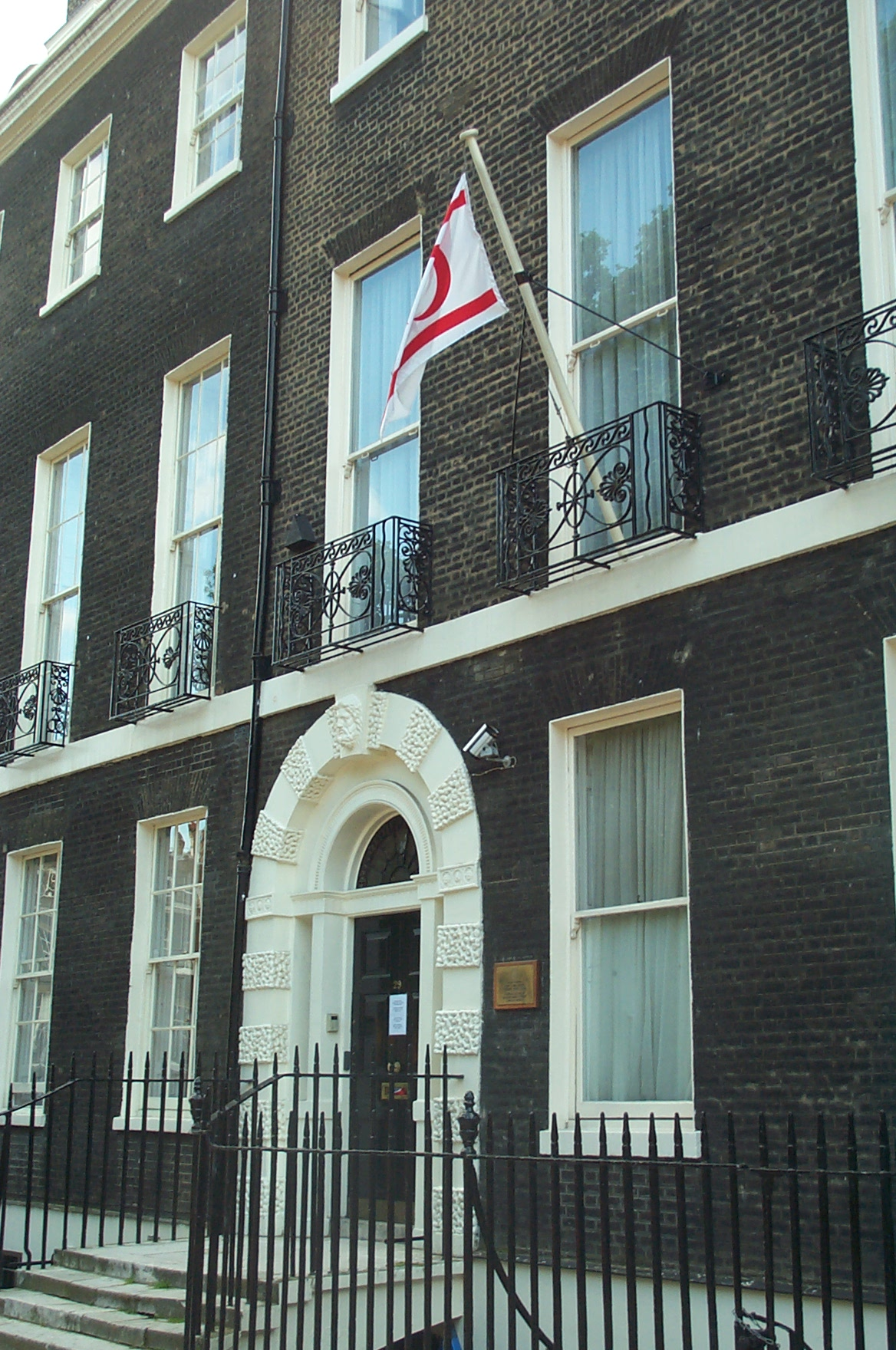
北塞浦路斯的伦敦办事处位于贝德福德广场

## 名人故居
广场上的许多房屋都是名人故居，悬挂蓝牌：

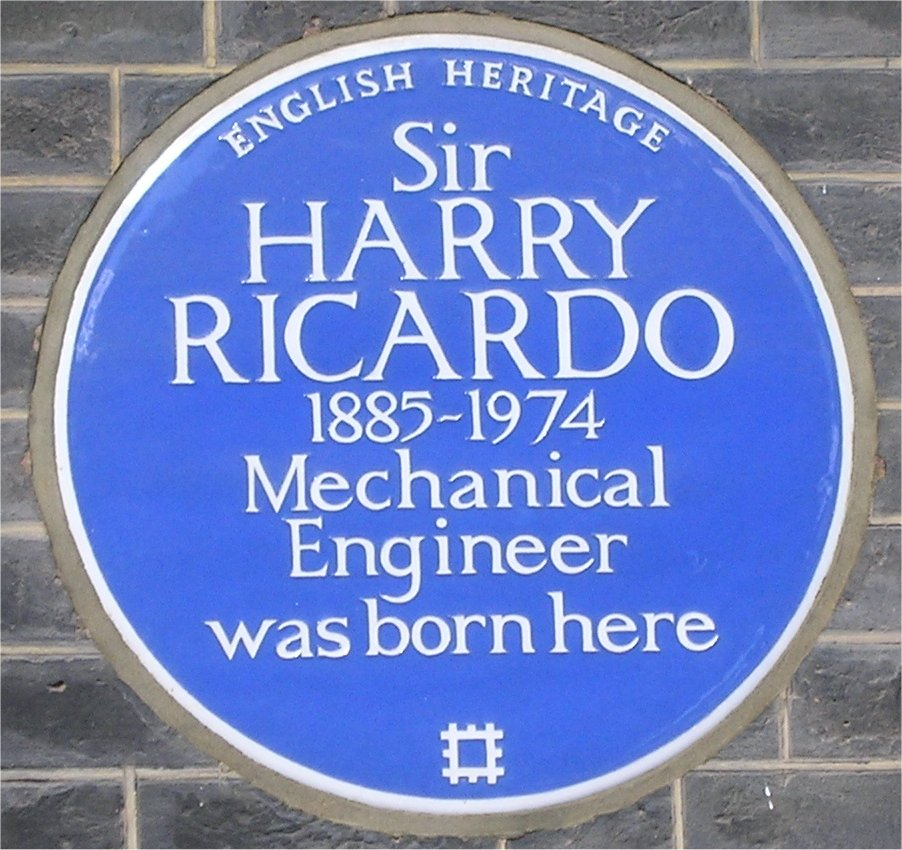
Harry Ricardo
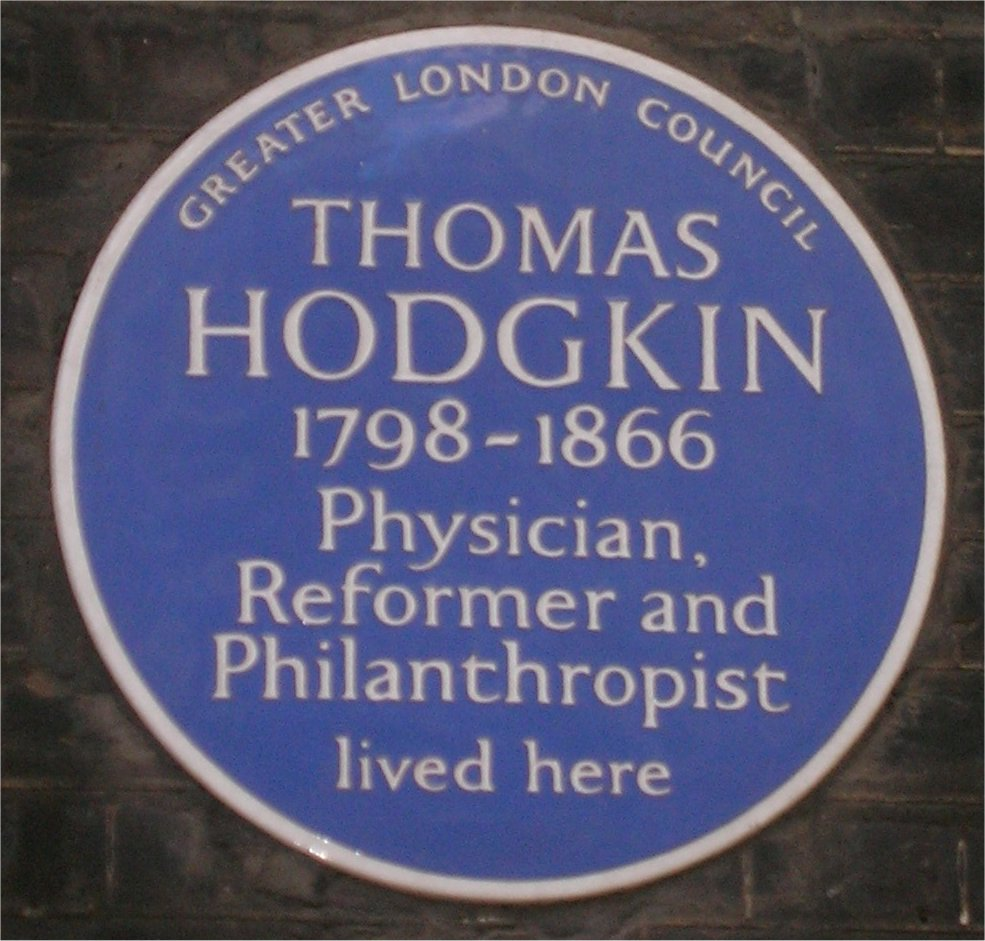
Thomas Hodgkin
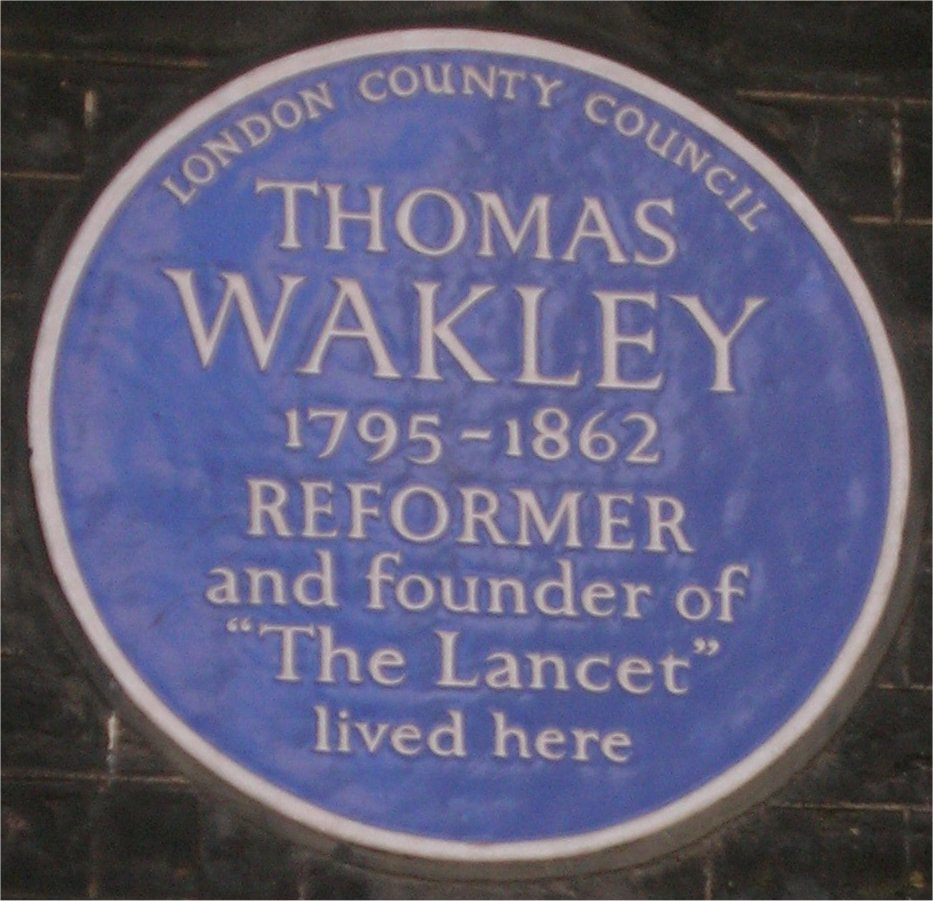
Thomas Wakley
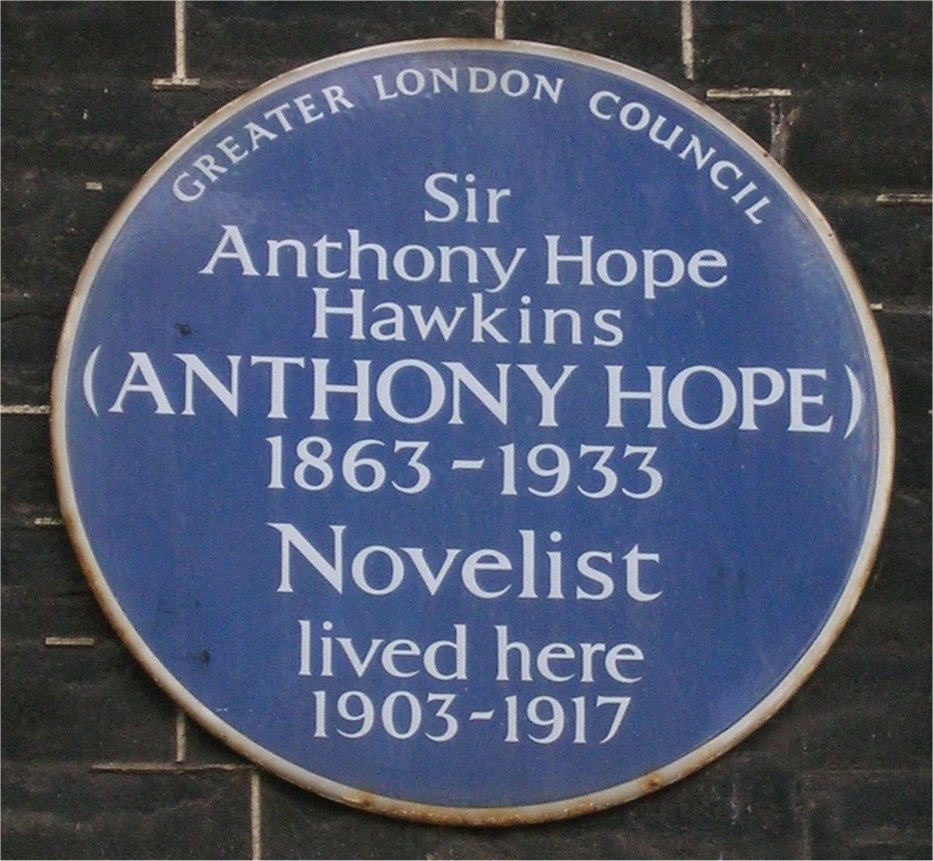
Anthony Hope Hawkins
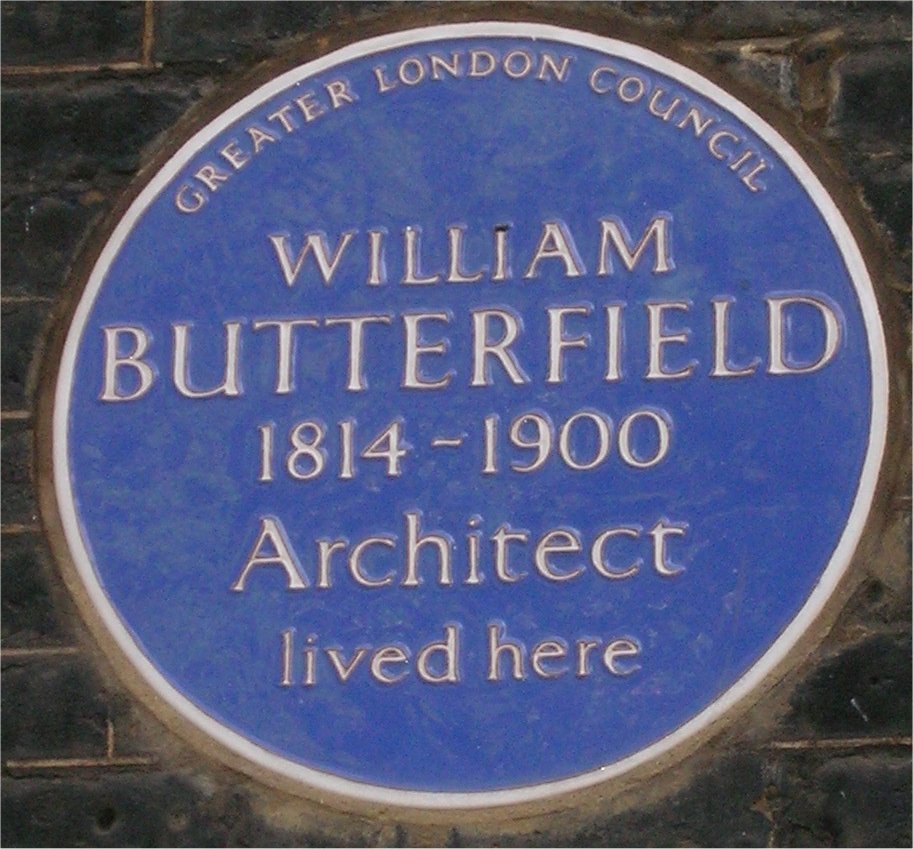
William Butterfield
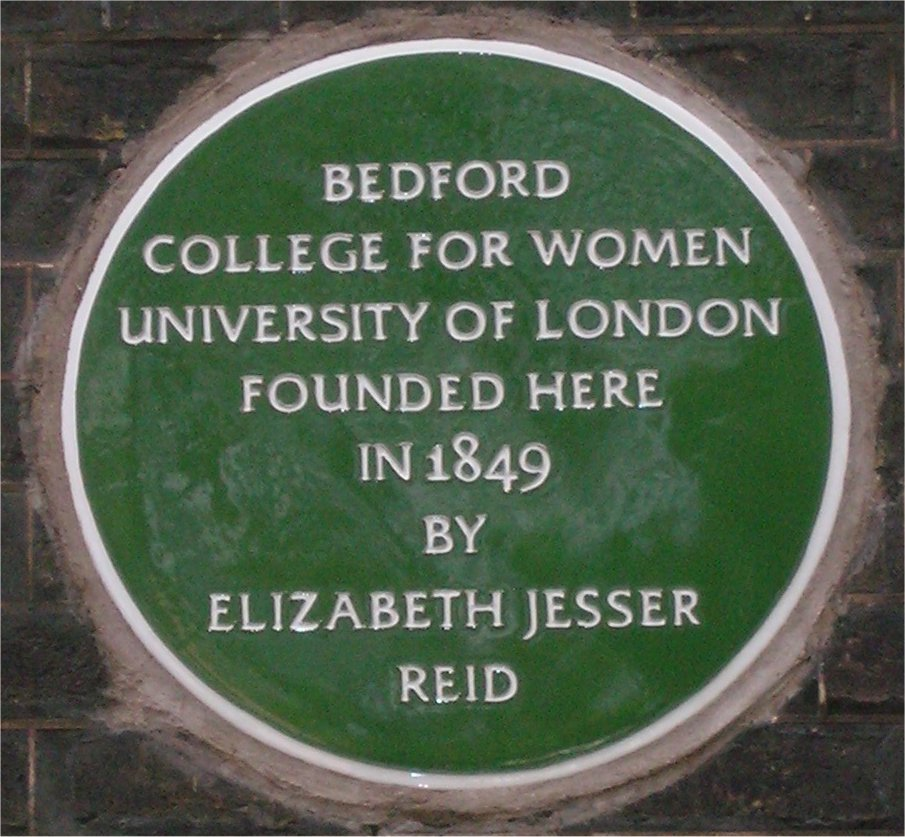
Elizabeth Jesser Reid
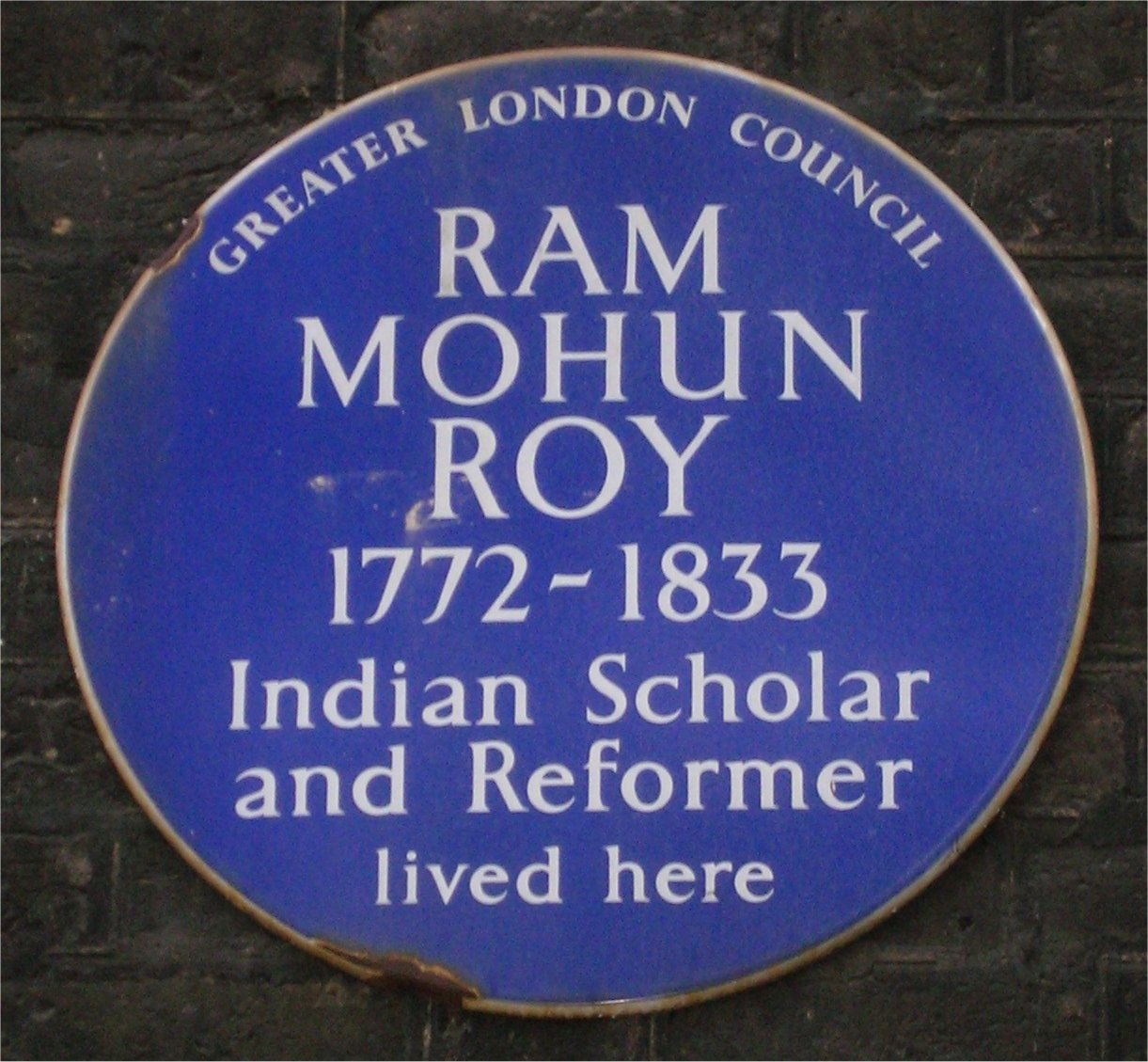
Ram Mohan Roy
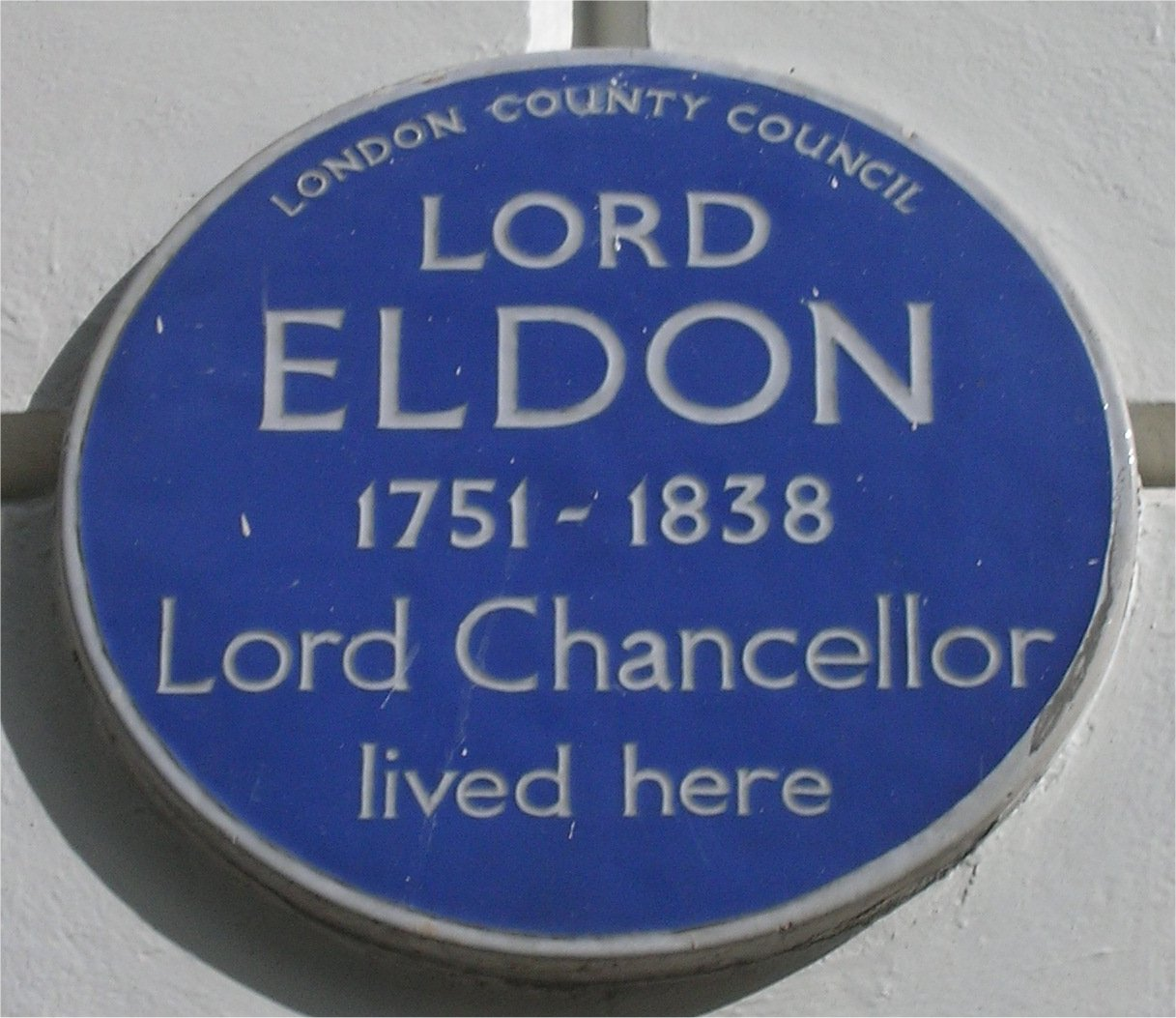
Lord Eldon